# ノジャン原子力発電所
ノジャン原子力発電所（ノジャンげんしりょくはつでんしょ、フランス語：Centrale nucléaire de Nogent）は、フランス共和国オーブ県ノジャン＝シュル＝セーヌに所在する原子力発電所。施設はセーヌ川の北岸にあり、トロワから西北へ50km、首都パリから南東へ120kmに位置している。フランス国内でもっとも首都に近い原子力発電所である。

## 概要
ノジャン原子力発電所は130万kW級原子炉2基で構成され、高さ165mの冷却塔を有し、敷地面積は212ヘクタールで当初の建設計画では原子炉4基の設置が期待されていた。
原子炉はそれぞれ1988年と1989年に商業運転を開始し、2基で合計180億kWhの電力を生産しイル＝ド＝フランス地域圏の年間消費量の約三分の一を供給している。所内の従業員数は約700人が雇用されている。
冷却水確保のためにセーヌ川からの取水は施設の安全性確保のために最も重要であり、周辺の空間における放射性崩壊の規制は運用者によって実施されている。下流域の水質調査は水質検査評価調査センター（Centre Recherche Expertise Controle Eaux、CRECEP）とオー・ド・パリ（fr:Eau de Paris）による二重検査の対象となっている。
1999年8月19日、燃料交換作業中の1号機内にある193個の燃料集合体の一つが上部構造物に取り付けられたままであった。原子炉建屋は1ヶ月間の立入禁止の措置が取られ、事象発生のメカニズム研究のための内部進入は許可される。事象は原子力安全局により国際原子力事象評価尺度レベル1に再分類された。
2006年2月18日、原子炉停止につながるレベル1の事象が発生し、1号機と2号機に内部緊急計画が発動し1号機は自動停止し2号機は手動停止される。発電所地下にある直径3.2mの給水塔に接続する配管が断裂し、地下内に4mの浸水を発生させ、非原子炉区画は6mに及ぶ被害が生じた。電源と接続している埋設電線に障害が生じ主冷却機構は既に停止していたため冷却継続が困難となる可能性があった。この事故は冷却システム消失になる脅威であった。
2011年12月5日、反核活動家9人が発電所のフェンスを切断して所内に侵入し、ドーム型原子炉建屋の屋根に登り「原子力に安全は存在しない」という横断幕を掲げた。

### 原子炉の特性
各原子炉の特性は以下のとおり。
| 原子炉名 | 格納容器形式 （原子炉形式） | 容量（MW）        | 容量（MW）      | 容量（MW）      | 運用者       | 建造者     | 建設開始  | 送電網接続運転開始 | 営業運転開始 | 原子炉の運転終了 |
| 原子炉名 | 格納容器形式 （原子炉形式） | 炉心熱出力（MWt） | 定格出力（MWe） | 平均出力（MWe） | 運用者       | 建造者     | 建設開始  | 送電網接続運転開始 | 営業運転開始 | 原子炉の運転終了 |
| -------- | --------------------------- | ----------------- | --------------- | --------------- | ------------ | ---------- | --------- | ------------------ | ------------ | ---------------- |
| Nogent-1 | P'4 REP 1300 (PWR)          | 3817              | 1363            | 1310            | フランス電力 | フラマトム | 1981年5月 | 1987年10月         | 1988年2月    |                  |
| Nogent-2 | P'4 REP 1300 (PWR)          | 3817              | 1363            | 1310            | フランス電力 | フラマトム | 1982年1月 | 1988年12月         | 1989年5月    |                  |